# Kabfah Boonmatoon
Kabfah Boonmatoon (Thai: คัพฟ้า บุญมาตุ่น; * 12. März 1987 in Maha Sarakham), auch als Fah (Thai: ฟ้า) bekannt, ist ein ehemaliger thailändischer Fußballspieler.

## Karriere

### Verein
Das Fußballspielen erlernte Kabfah Boonmatoon bei Osotspa Saraburi, bei denen er auch seinen ersten Vertrag 2008 unterschrieb. 2011 wechselte er nach Pak Kret zu Muangthong United, einem Verein der in der höchsten Liga des Landes, der Thai Premier League spielte. Nach der Hinserie 2011 wechselte er nach Chainat zum dort ansässigen Chainat Hornbill FC. Der Verein spielte 2011 in der 2. Liga, der Thai Premier League Division 1. 2013 ging er wieder zu seinem Jugendverein Osotspa Saraburi zurück, wo er 2015 an den Erstligisten Sisaket FC ausgeliehen wurde. 2016 ging er wieder in die 2. Liga und schloss sich Ubon UMT United an. Mit Ubon stieg er in die erste Liga auf. Seit 2017 steht er beim Erstligisten Sukhothai FC unter Vertrag. Mit dem Verein aus Sukhothai spielte er 84-mal in der ersten Liga. Von Anfang 2021 bis Mitte 2021 war er vertrags- und vereinslos. Zur Saison 2021/22 unterschrieb er einen Vertrag beim Erstligaaufsteiger Chiangmai United FC. Am Ende der Saison musste er mit dem Verein aus Chiang MaiChiangmai den Weg in die Zweitklassigkeit antreten. Für Chiangmai bestritt er 17 Erstligaspiele. Nach dem Abstieg verließ er den Verein und schloss sich dem Zweitligisten Ayutthaya United FC am. Nach 16 Ligaspielen beendete er im Sommer 2023 seine Karriere als Fußballspieler.

### Nationalmannschaft
Von 2009 bis 2010 spielte Kabfah Boonmatoon sechsmal für die thailändische U-23-Nationalmannschaft und einmal für die thailändische Nationalmannschaft.